# Mikołajów (Basse-Silésie)
Pour les articles homonymes, voir Mikołajów.
Mikołajów est une localité polonaise de la gmina de Stoszowice, située dans le powiat de Ząbkowice Śląskie en voïvodie de Basse-Silésie.